# Caso Alejandro Bermúdez Núñez contra Costa Rica
El caso Alejandro Bermúdez Núñez contra Costa Rica. Es un caso internacional resuelto por la Corte de Justicia Centroamericana en 1914.
El caso se inició en 1913, cuando Alejandro Bermúdez Núñez, ciudadano de Nicaragua, demandó a Costa Rica ante la Corte de Cartago, por considerar que había sido expulsado arbitrariamente de ese país. La Corte dio curso a la demanda y el 7 de abril de 1914, con los votos de los magistrados de Costa Rica, Guatemala y Nicaragua, falló el caso a favor de Costa Rica, por considerar que en la expulsión del señor Bermúdez se había cumplido con los requisitos legales y no se habían violado los derechos que le conferían los tratados vigentes. Los magistrados de El Salvador y Honduras salvaron sus votos.